# Ab ovo usque ad mala
Ab ovo usque ad mala  (лат.) — латинское крылатое выражение, которое употребляется в значении «с начала (и) до конца». Дословный перевод — «от яйца и до яблок». В начале обеда римляне к столу подавали яйца, а в конце яблоки. Выражение принадлежит авторству Горация. 
Аналоги в русских выражениях: «от А до Я», «от альфы до омеги», «от края до края».
Данное выражение  могло употребляться и как в значении «от начала и до конца обеда», так и в более общем значении, см. пример употребления «Ab ovo».
Данная фраза употребляется в значении когда какое-либо действие совершается на протяжении всего обеда (праздника, пира) или, в переносном смысле, по полной программе, например когда о событиях повествуют с предельной точностью, не опуская подробностей, прослеживая все причины и следствия.

## Примеры цитирования
В первоначальном значении выражение встречается  в «Сатирах» Горация:

Цезарь, который мог и принудить, если бы даже 

Стал и просить, заклиная и дружбой отца и своею, — 

Всё нипочём бы! А сам распоётся — с яиц  и до яблок 

Только и слышишь: «О Вакх!» — то высоким напевом, то низким, 

Басом густым, подобно четвёртой струне тетрахорда.

(«Сатиры», I, 3, 1-7. Пер. М. Дмитриева «Сатиры Квинта Горация Флакка». пер. в стихах, Москва, 1858)

Римский обычай начинать трапезу с яиц, — откуда известная поговорка cantare ab ovo usque ad mala, — многие изъясняют, как мистическое освящение яйцом всей дальнейшей снеди, подобно тому, как и в наши дни люди, держащиеся за старину, возвратясь от пасхальной заутрени, разговляются прежде всего освящённым яйцом, а потом уже насыщаются прочими кушаньями, заготовленными на праздничный стол.
А. В. Амфитеатров. Красное яичко (Амфитеатров).Сказочные были. Старое в новом. — СПб.: Товарищество «Общественная польза», 1904. — С. 159.

## См.также
- Soup to nuts  (англ.)